# Syarif Hidayatullah State Islamic University Jakarta
Die Syarif Hidayatullah State Islamic University Jakarta (UIN Jakarta; Staatliche Islamische Universität Syarif Hidayatullah) in Jakarta ist die älteste und renommierteste Staatliche Islamische Universität (Universitas Islam Negeri; UIN) in Indonesien. Sie untersteht dem indonesischen Ministerium für religiöse Angelegenheiten. Ihre verschiedenen Campusse befinden sich in Ciputat, einem Bezirk in der Stadt Tangerang Selatan, Banten, im Großraum von Jakarta.
Die Universität ist nach dem unter dem Namen Syarif Hidayatullah geborenen Sunan Gunungjati (1448–1568) benannt, einem der Wali Songo oder neun Heiligen des Islam, die in Indonesien verehrt werden. Er war der Gründer des Sultanats Banten sowie des Sultanats Cirebon an der Nordküste Javas.

## Geschichte
Die UIN Jakarta ist nach der UIN Sunan Kalijaga in Yogyakarta die zweitälteste staatliche islamische Hochschule in Indonesien. Sie wurde 1957 als Akademi Dinas Ilmu Agama („Amtliche Akademie für Religionswissenschaft“; ADIA) gegründet und 1960 in ein Institut Agama Islam Negeri (Staatliches Islamisches Institut) umgewandelt. 2002 wurde sie als erste IAIN zu einer Staatlichen Islamischen Universität (UIN) erhoben. Bei dieser Gelegenheit wurden ihr Fakultäten für Wirtschafts- und Betriebswirtschaft, Psychologie, Naturwissenschaften und Technik, Medizin- und Gesundheitswissenschaften sowie Sozialwissenschaften. angegliedert. Außerdem wurden die bereits bestehenden islamischen Fakultäten um weltliche Fächer erweitert. Die Fakultät für Adab wurde zur Fakultät für Adab und Geisteswissenschaften (Fakultas Adab dan Humaniora), die Fakultät für Theologie (ushuladdin) wurde zur Fakultät für Theologie und Philosophie und die Scharia-Fakultät zur Fakultät für Scharia und weltliches Recht (hukum).